# Мутная (река, впадает в Мутную бухту)
Мутная — река на полуострове Камчатка в России.
Длина реки — 54 км. Площадь водосборного бассейна — 721 км². Протекает по территории Елизовского района Камчатского края. Впадает в Тихий океан.

## Данные водного реестра
По данным государственного водного реестра России относится к Анадыро-Колымскому бассейновому округу.
Код водного объекта в государственном водном реестре — 19070000212120000023527.